# Paramiella
Paramiella é um género de gastrópode  da família Poteriidae.
Este género contém as seguintes espécies:
- Paramiella incisa
- Paramiella kondoi